# (19551) Peterborden
(19551) Peterborden (1999 JL62) – planetoida z pasa głównego asteroid okrążająca Słońce w ciągu 3,4 lat w średniej odległości 2,26 j.a. Odkryta 10 maja 1999 roku.